# ازون‌کول
ازون‌کول (به قزاقی: Ұзынкөл، ۇزىنكول) یک دریاچه در استان آق‌مولای کشور قزاقستان است.